# 阿南惟正
阿南 惟正（あなみ これまさ、1933年1月10日 - 2019年3月3日）は、日本の実業家。新日本製鐵副社長、太平工業社長を歴任し、実業界を退いてから公立大学法人北九州市立大学理事長を務めた。

## 来歴・人物
- 1933年1月 - 東京都出身。
- 1956年3月 - 東京大学法学部政治学科卒業。
- 1956年4月 - 八幡製鐵（現新日本製鐵）入社。
- 1961年10月 - 日本ウジミナスに出向、ブラジル・ウジミナスへ派遣（～64年12月）
- 1987年6月 - 新日本製鐵取締役人事部長。
- 1991年6月 - 同社常務取締役。
- 1992年 - ブラジル教育統合協会からグラン・クルス勲章受章（ブラジル赴任中に「ウジッパ柔道クラブ」を設立し、現地従業員やその弟子を指導するなどブラジル柔道界の発展に貢献し功績を残したことにより）。
- 1994年6月 - 同社代表取締役副社長。
- 1995年6月 - 太平工業代表取締役社長。
- 1999年6月 - 同社代表取締役会長
- 2001年6月 - 同社特別顧問（～2002年6月）。
- 2001年 - 財団法人北九州産業学術推進機構副理事長
- 2002年4月 - 新日本製鐵顧問。
- 2005年4月 - 公立大学法人北九州市立大学理事長。
- 2006年 - 財団法人北九州産業学術推進機構理事長。
- 2011年10月 - 学校法人拓殖大学理事。
- 2019年3月3日 - 肺炎のため死去。86歳没[1]。

## 公的活動
- 日経連推薦会員
- 旧日経連政策委員
- 全国労働基準関係団体連合会会長
- 東京労働基準協会連合会会長
- 中央労働災害防止協会副会長
- エンジニアリング振興協会理事
- 産業殉職者霊堂奉賛会理事
- 靖国神社氏子総代
- 全日本柔道連盟理事
- 全日本実業柔道連盟副会長兼理事長
- 国際東アジア研究センター理事

## 家族・親戚
父は鈴木貫太郎内閣の陸軍大臣を務めていた阿南惟幾大将で、惟正は6人兄弟の四男である。
兄弟のうち、長男は早逝した。兄に次男の惟敬（防衛大学校教授）、三男の惟晟（陸軍少尉、1943年戦死）、弟に五男の惟道（講談社のオーナー家である野間家に婿入りして野間惟道。講談社第5代社長）、六男の惟茂（外交官、中華人民共和国駐箚特命全権大使）がいる。
叔父に宮城事件の関係者である竹下正彦（陸軍中佐・陸将・参謀本部編制班長兼動員班長・陸軍省軍務局軍務課内政班長・第4師団長（陸自）・陸上自衛隊幹部学校長）、義妹に野間佐和子（講談社第6代社長）、甥に野間省伸（講談社第7代社長）がいる。

## 著書
- 『鉄の絆 : ウジミナスにかけた青春』朝日新聞社、2007年9月。ISBN 978-4021001314。 NCID BA83508753。